# New Pittsburg (Ohio)
New Pittsburg es un lugar designado por el censo ubicado en el condado de Wayne en el estado estadounidense de Ohio. En el Censo de 2010 tenía una población de 388 habitantes y una densidad poblacional de 109,19 personas por km².

## Geografía
New Pittsburg se encuentra ubicado en las coordenadas 40°50′51″N 82°5′50″O / 40.84750, -82.09722. Según la Oficina del Censo de los Estados Unidos, New Pittsburg tiene una superficie total de 3.55 km², de la cual 3.53 km² corresponden a tierra firme y (0.58%) 0.02 km² es agua.

## Demografía
Según el censo de 2010, había 388 personas residiendo en New Pittsburg. La densidad de población era de 109,19 hab./km². De los 388 habitantes, New Pittsburg estaba compuesto por el 98.97% blancos, el 1.03% eran afroamericanos, el 0% eran amerindios, el 0% eran asiáticos, el 0% eran isleños del Pacífico, el 0% eran de otras razas y el 0% pertenecían a dos o más razas. Del total de la población el 0% eran hispanos o latinos de cualquier raza.